# Guilherme Costa Marques
Guilherme Costa Marques (Três Rios, Brasil, 21 de mayo de 1991) es un futbolista brasileño que juega de centrocampista en el Changchun Yatai de la Superliga de China.

## Carrera
Guilherme Costa Marques comenzó a jugar en el Paraíba do Sul de Brasil, aunque en 2009 marchó a Portugal para jugar en las categorías inferiores del SC Braga, siendo ascendido al primer equipo en la temporada siguiente. Los años siguientes fue cedido al FC Vizela y al Gil Vicente de Portugal, antes de marcharse al Legia de Varsovia de Polonia. Tras disputar ocho partidos con el conjunto polaco, fue traspasado oficialmente al club en verano de 2015, convirtiéndose en uno de los centrocampistas claves del primer equipo. En 2018 se hizo oficial su traspaso al Benevento Calcio de la liga italiana. Tras el descenso de categoría del conjunto italiano se marchó cedido una temporada a Turquía para jugar en el Yeni Malatyaspor. Posteriormente la cesión se prolongó dos años más, aunque en enero de 2020 recaló en el Trabzonspor y en octubre de ese año se incorporó al Göztepe S. K. A inicios de 2021 abandonó Turquía y en marzo se hizo oficial su marcha a China para jugar en el Guangzhou City F. C. Allí estuvo dos años antes de regresar a Brasil en 2023 después de fichar por el Goiás E. C. en la que iba a ser su primera experiencia profesional en su país. Doce meses después volvió a China tras incorporarse al Changchun Yatai.

## Palmarés

### Títulos nacionales
| Título          | Club              | País    | Año     |
| --------------- | ----------------- | ------- | ------- |
| Ekstraklasa     | Legia de Varsovia | Polonia | 2013-14 |
| Copa de Polonia | Legia de Varsovia | Polonia | 2014-15 |
| Copa de Polonia | Legia de Varsovia | Polonia | 2015-16 |
| Ekstraklasa     | Legia de Varsovia | Polonia | 2015-16 |
| Ekstraklasa     | Legia de Varsovia | Polonia | 2016-17 |
| Copa de Turquía | Trabzonspor       | Turquía | 2019-20 |